# Clemens Bauer

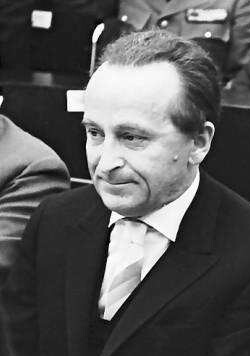
Clemens Bauer (1962)

Clemens Bauer (* 16. Dezember 1899 in Ehingen (Donau); † 1. Januar 1984 in Freiburg im Breisgau) war ein deutscher Historiker. Als Wirtschaftshistoriker war der Schwerpunkt seiner Arbeit das Spätmittelalter und die Frühe Neuzeit.

## Leben
Clemens Bauer wurde als Sohn des Eisenbahnoberinspektors Karl Bauer und dessen Frau Anna, geb. Weingärtner, in Ehingen an der Donau geboren. Er legte ein Notabitur am Gymnasium in Schwäbisch Hall ab. Danach war er Soldat im Ersten Weltkrieg. Im Jahr 1919 war er Soldat eines Freikorps. Er studierte an den Universitäten Tübingen und München Philosophie, Geschichte und Germanistik. Er war Mitglied der Verbindung Guestfalia im Cartellverband der katholischen deutschen Studentenverbindungen. Im Jahr 1922 promovierte er mit der Arbeit Die katholische Bewegung in Württemberg 1833–1848 bei Erich Marcks zum Dr. phil. Er absolvierte danach zunächst eine Ausbildung zum Archivassessor und studierte gleichzeitig Nationalökonomie in München. Im Jahr 1925 übernahm er eine Auftragsarbeit für das bayerische Ministerium des Äußeren. Zwischen 1925 und 1927 hielt er sich zu Archivstudien in Italien auf. Er veröffentlichte 1927 eine Arbeit über die Epochen der Papstfinanz. Danach war er 1927/28 Archivassessor am Hauptstaatsarchiv in München. Anschließend war er Assistent am Seminar für Wirtschaftsgeschichte in München. In dieser Zeit war er als Stipendiat der Görres-Gesellschaft mehrfach erneut zu Archivstudien in Italien.
Im Jahr 1932 habilitierte er sich mit einer Arbeit zur Geschichte des spätmittelalterlichen und frühneuzeitlichen Finanz- und Steuerwesen. Er war zu dieser Zeit Privatdozent für mittlere und neuer Geschichte an der Universität München. Zwischen 1933 und 1935 hatte er als Vertreter den Lehrstuhl für allgemeine Geschichte am Herder-Institut in Riga inne. Zum 1. November 1933 trat er dort der NSDAP bei (Mitgliedsnummer 3.391.292). Unter dem Pseudonym Peter Weingärtner schrieb er für die katholische Zeitschrift Hochland. In den Jahren 1935/36 übernahm er die Vertretung des Lehrstuhl für Wirtschaftsgeschichte in München. Danach war er bis 1937 Professor an der Staatlichen Akademie in Braunsberg in Ostpreußen. In dieser Zeit entstand seine Studie Unternehmung und Unternehmensformen im Spätmittelalter und der frühen Neuzeit. Die Beschäftigung mit dem Themenkomplex des Frühkapitalismus beschäftigte ihn auch weiterhin stark.
Seit 1938 hatte er den Konkordatslehrstuhl für mittlere und neuere Geschichte in Freiburg inne. Dort kam er in Kontakt mit dem Freiburger Kreis um Gerhard Ritter, Walter Eucken, Adolf Lampe oder Constantin von Dietze, der Kontakt zu den Verschwörern des 20. Juli hatte. Allerdings blieb er am Rande des Kreises, weil er Mitglied der NSDAP und Schulungsredner der Partei war. Die Parteikanzlei lehnte 1943 seine Verwendung für Auslandsvorträge ab, weil Bauer zu wenig weltanschaulich gefestigt sei. Während des Zweiten Weltkrieges leistete Bauer von 1942 bis 1945 Kriegsdienst bei einer Luftwaffennachrichteneinheit.
Nach dem Krieg setzte er die Zusammenarbeit mit von Dietze in einem sozialethischen Seminar zur Neuordnung von Wirtschaft und Gesellschaft fort. Einen Ruf an die Universität Köln lehnte er 1949 ab. Er veröffentlichte 1956 Konrad Peutinger und der Durchbruch des neuen ökonomischen Denkens in der Neuzeit. Neben wirtschaftsgeschichtlichen Arbeiten beschäftigte er sich unter anderem auch mit der Geschichte der Universität Freiburg. Im Jahr 1962 übernahm er den neuen Lehrstuhl für Wirtschafts- und Sozialgeschichte. Im selben Jahr wurde er Rektor der Universität Freiburg. Neben der Wirtschaftsgeschichte beschäftigte ihn auch die Geschichte des Katholizismus. Im Jahr 1964 erschien der Sammelband Deutscher Katholizismus. Entwicklungslinien und Profile. Benjamin Ziemann, als Vertreter einer neueren Katholizismusforschung, würdigt Bauer, insbesondere wegen seines Katholizismusbandes als vergessenen Pionier der Sozialgeschichtsschreibung in Deutschland. Er war Redaktionsleiter der sechsten Auflage (1957–1970) des Staatslexikons der Görres-Gesellschaft. Von ihm stammen unter anderem die zentralen Artikel zum Liberalismus und zum Kapitalismus. Bauer wurde 1967 emeritiert.
Im Jahr 1972 erhielt er die Ehrendoktorwürde der Rechts- und staatswissenschaftlichen Fakultät der Universität Innsbruck. Er war 1977 der erste Träger des Ehrenrings der Görres-Gesellschaft. Er war auch Träger des Großen Bundesverdienstkreuzes und Komtur des päpstlichen Gregoriusordens.
Clemens Bauer war seit dem 29. September 1938 mit Lusie Stadler verheiratet.

## Veröffentlichungen (Auswahl)
- Politischer Katholizismus in Württemberg bis zum Jahre 1848. Herder & Co., Freiburg 1929.
- Unternehmung und Unternehmensformen im Spätmittelalter und in der beginnenden Neuzeit. Jena 1936.
- Deutscher Katholizismus: Entwicklungslinien und Profile. Knecht, Frankfurt am Main, 1964.
- Gesammelte Aufsätze zur Wirtschafts- und Sozialgeschichte. Dem Verfasser zum 65. Geburtstag am 16. Dez. 1964 von Freunden, Kollegen und Schülern als Festgabe dargebracht. Herder, Freiburg u. a. 1965.